# 暗褐黑姑魚
暗褐黑姑魚為輻鰭魚綱鱸形目鱸亞目石首魚科的其中一種，發現於西南太平洋的巴布亞紐幾內亞海域，體長可達46公分，棲息在沿海。